# Loenatik
Loenatik was een Nederlandse komische televisieserie over de bewoners, verpleegster en directeur van de psychiatrische inrichting Zonnedael. Loenatik werd van 1995 tot en met 2001 opgenomen op Landgoed Elswout in Overveen (gemeente Bloemendaal) en werd uitgezonden door de VPRO, in het kader van het programma Villa Achterwerk. Er werden in totaal 27 afleveringen gemaakt. De serie won onder andere twee keer De Kleine Kinderkastprijs. Hoewel de serie voor de jeugd was bedoeld, keken er ook relatief veel volwassenen naar.
In 2002 werd ter afsluiting van de serie een film uitgebracht, Loenatik: de moevie. Deze film heeft onder andere een Gouden Film gewonnen en werd genomineerd voor het Gouden Kalf. In 2014 kwam het vervolg uit met als titel Loenatik, te gek!.

## Bewoners
- De Majoor, Majoor Breederoo (Martin van Waardenberg), een schizoïde persoonlijkheid, die ervan overtuigd is dat hij nog steeds majoor is in het Nederlandse leger.
- Bep Brul (Karen van Holst Pellekaan), een nymfomane romantica, die zozeer in haar eigen persoonlijkheidsstoornis zit gevangen, dat de realiteit haar meestal ontgaat en ze alles vertaalt naar romantiek.
- Fats (Dick van den Toorn), de in een rolstoel zittende, invaliditeit veinzende vreetzak.
- Mevrouw de Haas (Judith Bovenberg), psychopathisch, paranoïde en kampend met een dwangmatig negatief zelfbeeld. In de film Loenatik, te gek! werd de rol gespeeld door Catharina Haverkamp.
- Dokter Doolittle (John Buijsman), die manisch-depressief is en neigt te vluchten in zijn kinderlijke genegenheid voor dieren.
- Zuster Lia ten Hoeven (Jacqueline Blom), de altijd zorgzame zuster (in de aflevering De bruiloft wordt duidelijk dat de voornaam van zuster ten Hoeven Lia is. Dit is de eerste en laatste keer dat die naam valt.
- Bomhoff (Walter Crommelin), de directeur die het altijd druk heeft met andere zaken, zoals computerspelletjes.

## Afleveringen

### Seizoen 1 (1995-1996)
| Aflevering (seizoen) | Aflevering (serie) | Titel                | Oorspronkelijke uitzenddatum | Gastrollen                                                |
| -------------------- | ------------------ | -------------------- | ---------------------------- | --------------------------------------------------------- |
| 1                    | 1                  | Kleien               | 17 december 1995             | Juffrouw Irma Ouwehand (Raymonde de Kuyper)               |
| 2                    | 2                  | Kerstmis             | 24 december 1995             | geen                                                      |
| 3                    | 3                  | Oudejaarsavond       | 31 december 1995             | Muzikanten Ton (Ton van der Meer) en Ger (Keimpe de Jong) |
| 4                    | 4                  | De advertentie       | 7 januari 1996               | Postbode, Ruud van het GEB-meteropnemer (Marcel Musters)  |
| 5                    | 5                  | Bang in 't donker    | 14 januari 1996              | geen                                                      |
| 6                    | 6                  | Wacht u voor de Haas | 21 januari 1996              | geen                                                      |
| 7                    | 7                  | Coby                 | 28 januari 1996              | geen                                                      |

### Seizoen 2 (1997-1998)
| Aflevering (seizoen) | Aflevering (serie) | Titel                  | Oorspronkelijke uitzenddatum | Gastrollen                                                                                    |
| -------------------- | ------------------ | ---------------------- | ---------------------------- | --------------------------------------------------------------------------------------------- |
| 1                    | 8                  | De zwerver             | 21 december 1997             | Zwerver Toby (René Groothof)                                                                  |
| 2                    | 9                  | Het afscheid           | 28 december 1997             | Begrafenisondernemer (Helmert Woudenberg)                                                     |
| 3                    | 10                 | Amalia Zuringa         | 4 januari 1998               | Zuster Amalia Zuringa (Olga Zuiderhoek)                                                       |
| 4                    | 11                 | De keuring             | 11 januari 1998              | geen                                                                                          |
| 5                    | 12                 | Hazepeper              | 18 januari 1998              | geen                                                                                          |
| 6                    | 13                 | Zoete melk met brokken | 1 februari 1998              | Moeder (Carolien van den Berg) en Opkoper (Hans Dagelet)                                      |
| 7                    | 14                 | Rijles                 | 8 februari 1998              | Vader van Fats (Carol van Herwijnen) en Moeder van Fats (Bo Bojoh)                            |
| 8                    | 15                 | Vlinderbuik            | 15 februari 1998             | geen                                                                                          |
| 9                    | 16                 | Junglekoorts           | 22 februari 1998             | Meneer Oldenhuis tot Nijenburg (Cas Enklaar) en Paulette Oldenhuis tot Nijenburg (Nina Deuss) |
| 10                   | 17                 | Naar de haaien         | 1 maart 1998                 | geen                                                                                          |

### Seizoen 3 (2000-2001)
| Aflevering (seizoen) | Aflevering (serie) | Titel           | Oorspronkelijke uitzenddatum | Gastrollen |
| -------------------- | ------------------ | --------------- | ---------------------------- | --- |
| 1                    | 18                 | Een saaie dag   | 19 november 2000             | Zigeunerman (Hans Boskamp) Zigeunervrouw (Shireen Strooker) Waarzegster (Gwen Eckhaus) Mooie zigeunerman (Job Reuten) Ambtenaar (Hans Veerman)                     |
| 2                    | 19                 | De ruzie        | 26 november 2000             | geen |
| 3                    | 20                 | Speurtocht      | 3 december 2000              | Boswachter (Geert Lageveen) |
| 4                    | 21                 | De held         | 10 december 2000             | Moeder (Wivineke van Groningen) Dochter (Isabella Boyer) Reporter (Martijn Nieuwerf) TV Verslaggeefster van het NOS Jeugdjournaal (Aldith Hunkar)                  |
| 5                    | 22                 | Vijftig         | 17 december 2000             | Van Dalen (Wigbolt Kruyver) Loketjuffrouw (Leonoor Pauw) Badmeester (Titus Muizelaar) Vrouw in het zwembad (Debbie Korper)                                         |
| 6                    | 23                 | De inbraak      | 31 december 2000             | Inbreker (Siem van Leeuwen) |
| 7                    | 24                 | Ontslag         | 7 januari 2001               | Man in witte jas (Jeroen Rienks) Buurvrouw Fats (Marisa van Eyle) Buurman Fats (Huib Broos)                                                                        |
| 8                    | 25                 | Spelen met vuur | 14 januari 2001              | Lucy (Els Ingeborg Smits) Verpleger van Lucy (Jasper van Overbruggen)                                                                                              |
| 9                    | 26                 | De milieuactie  | 21 januari 2001              | Automonteur (Huub Stapel) Autobestuurder man (Ruben van der Meer) Autobestuurder vrouw (Mylene Duyvestein) Boer (Frans de Wit) Chauffeur vrachtwagen (Ad Knippels) |
| 10                   | 27                 | De bruiloft     | 28 januari 2001              | Bert (Gijs Scholten van Aschat) en Ambtenaar Burgerlijke Stand (Serge-Henri Valcke)                                                                                |